# Pseuderia trachychila
Pseuderia trachychila är en orkidéart som först beskrevs av Friedrich Fritz Wilhelm Ludwig Kraenzlin, och fick sitt nu gällande namn av Rudolf Schlechter. Pseuderia trachychila ingår i släktet Pseuderia och familjen orkidéer. Inga underarter finns listade i Catalogue of Life.